# K·p-Methode
Die k·p-Methode (auch KP-Methode) ist eine störungstheoretische Methode der Quantenmechanik zur Berechnung der elektronischen Bandstruktur eines Festkörpers. Sie bietet eine Näherung der Lösung der Schrödinger-Gleichung für Elektronen in Halbleitern und anderen kristallinen Festkörpern. Die Methode erlaubt so auch das elektronische Verhalten von Bauteilen der Mikroelektronik zu simulieren.
Die Bezeichnung stammt daher, dass in den Energien der einzelnen Energiebänder ein Ausdruck der Form {\displaystyle {\vec {k}}\cdot {\vec {p}}} auftritt, also das Skalarprodukt aus dem Wellenvektor {\displaystyle {\vec {k}}} und dem quantenmechanischen Impulsoperator {\displaystyle {\vec {p}}}.

## Beschreibung
Die Methode basiert auf einer Beschreibung der Elektronen als nicht miteinander wechselwirkende Teilchen in einem periodischen effektiven Potential. Dieses beinhaltet die Wechselwirkung des beschriebenen Elektrons mit den Elektronen und Atomkernen des Festkörpers.
Ist die Lösung der Schrödinger-Gleichung für einen Wellenvektor {\displaystyle {\vec {k}}_{0}} des Elektrons im reziproken Raum aus anderen Methoden (z. B. der Dichtefunktionaltheorie) bekannt, so kann die Elektronen-Energie für Werte von {\displaystyle {\vec {k}}} in einer Umgebung von {\displaystyle {\vec {k}}_{0}} als Störung dieser Lösung bestimmt werden. Aus der Veränderung der Energie (Eigenwerte des in der Schrödinger-Gleichung auftretenden Hamilton-Operators) mit dem Wellenvektor ist dann die gesuchte Bandstruktur des Festkörpers bestimmt.

## Ansatz
Die Wellenfunktion des Elektrons genügt in der Ein-Teilchen-Näherung der Schrödinger-Gleichung:
{\displaystyle \left({\frac {p^{2}}{2m}}+V({\vec {r}})\right)\psi ({\vec {r}})=E\,\psi ({\vec {r}})}
mit
- dem quantenmechanischen Impulsoperator {\displaystyle {\vec {p}}}
- der Masse {\displaystyle m} des Elektrons
- dem effektiven elektrostatischen Potential {\displaystyle V}, das in einem kristallinen Material eine periodische Funktion mit derselben Periodizität wie der Kristall selbst ist.

Blochs Theorem besagt nun, dass die Lösung einer solchen periodischen Differentialgleichung wie folgt geschrieben werden kann:
{\displaystyle \psi _{n,{\vec {k}}}({\vec {r}})=e^{\mathrm {i} {\vec {k}}\cdot {\vec {r}}}\,u_{n,{\vec {k}}}({\vec {r}})}
dabei ist
- {\displaystyle n} ein diskreter Bandindex
- {\displaystyle {\vec {k}}} der Wellenvektor
- {\displaystyle u_{n,{\vec {k}}}} eine Funktion mit derselben Periodizität wie der Kristall.

Setzt man {\displaystyle \psi _{n,{\vec {k}}}} in die Einteilchen-Schrödinger-Gleichung ein, so erhält man die folgende Differentialgleichung für {\displaystyle u_{n,{\vec {k}}}}:
{\displaystyle \left({\frac {p^{2}}{2m}}+{\frac {\hbar {\vec {k}}\cdot {\vec {p}}}{m}}+{\frac {\hbar ^{2}k^{2}}{2m}}+V({\vec {r}})\right)u_{n,{\vec {k}}}=E_{n,{\vec {k}}}u_{n,{\vec {k}}}\,.}
Für einen Wellenvektor {\displaystyle {\vec {k}}_{0}}, für den die Lösungen bekannt sind (oft am Γ-Punkt {\displaystyle {\vec {k}}_{0}=0}), behandelt die k·p-Methode nun den Term
{\displaystyle {\frac {\hbar ({\vec {k}}-{\vec {k}}_{0})\cdot {\vec {p}}}{m}}}
in obiger Gleichung als Störung (daher der Name). Ziel der Störungsrechnung ist es, näherungsweise Ausdrücke für die Energieeigenwerte und die zugehörigen Eigenzustände zu finden.
Die Energien und Eigenzustände werden mit zunehmender Ordnung zwar genauer, die Gleichungen jedoch immer komplexer. Man approximiert daher die gesuchten Ausdrücke mit Störungen zweiter Ordnung. Für alle betrachteten Zustände {\displaystyle u_{n,{\vec {k}}}} erhält man Gleichungen, in denen Wechselwirkungsterme in Form von Übergangsmatrixelementen zwischen den betrachteten Zuständen und allen anderen Zuständen {\displaystyle u_{n',{\vec {k}}}} auftreten. Man erhält also {\displaystyle n} Gleichungen mit jeweils {\displaystyle n'} Wechselwirkungstermen.
Für direkte Anwendungen betrachtet man nur Zustände in der Nähe der Bandlücke, womit die Anzahl der Gleichungen reduziert wird. Des Weiteren nutzt man in kristallinen Schichten die Symmetrieeigenschaften der verschiedenen Kristallsysteme in Form der Gruppentheorie, um mit deren Hilfe viele der Wechselwirkungsterme zu effektiven Termen zusammenzufassen und somit die Anzahl der Wechselwirkungsterme weiter stark zu reduzieren. Schließlich ergeben sich relativ wenige Gleichungen, welche man kompakt als Matrix darstellt, um anschließend die gesuchten Energieeigenwerte {\displaystyle E_{n,{\vec {k}}}} und die zugehörigen Eigenzustände {\displaystyle \psi _{n,{\vec {k}}}} zu berechnen.
Aus den Eigenwerten lassen sich dann Ausdrücke für die Dispersion {\displaystyle {\tfrac {\mathrm {d} }{\mathrm {d} k}}E_{n,{\vec {k}}}}, die effektive Masse der Elektronen und Auswahlregeln für die Wechselwirkung mit Licht mit weniger Aufwand als bei einer vollständigen Rechnung bestimmen.
Wichtig ist sie insbesondere im Fall entarteter Bänder, da der {\displaystyle {\vec {k}}\cdot {\vec {p}}}-Term die Bänder miteinander koppelt, die Entartung teilweise aufhebt und neue Auswahlregeln für optische Übergänge zwischen den Bändern bestimmt.

### Fachartikel
- S. L. Chuang, C. S. Chang: k⋅p method for strained wurtzite semiconductors. In: Physical Review B. Band 54, Nr. 4, 15. Juli 1996, S. 2491–2504, doi:10.1103/PhysRevB.54.2491 (englisch).
- I J Robertson, M C Payne: k-point sampling and the k.p method in pseudopotential total energy calculations. In: Journal of Physics: Condensed Matter. Band 2, Nr. 49, 10. Dezember 1990, S. 9837–9852, doi:10.1088/0953-8984/2/49/010 (englisch).
- Dorothy G. Bell: Group Theory and Crystal Lattices. In: Reviews of Modern Physics. Band 26, Nr. 3, 1. Juli 1954, S. 311–320, doi:10.1103/RevModPhys.26.311 (englisch).

### Fachbücher
- Chihiro Hamaguchi: Energy Band Structures of Semiconductors. In: Basic Semiconductor Physics (= Graduate Texts in Physics). Springer International Publishing, Cham 2017, ISBN 978-3-319-66859-8, S. 1–63, doi:10.1007/978-3-319-66860-4_1 (englisch).
- M. S. Dresselhaus, G. Dresselhaus, A. Jorio: Group Theory. Springer Berlin Heidelberg, Berlin, Heidelberg 2008, ISBN 978-3-540-32897-1, doi:10.1007/978-3-540-32899-5 (englisch).
- Wilfried Schäfer, Martin Wegener: Semiconductor Optics and Transport Phenomena (= Advanced Texts in Physics). Springer Berlin Heidelberg, Berlin, Heidelberg 2002, ISBN 978-3-642-08271-9, doi:10.1007/978-3-662-04663-0 (englisch).

### Andere Beiträge
- Christian Köpf: Modellierung des Elektronentransports in Verbindungshalbleiterlegierungen. Wien 1997 (tuwien.ac.at).